# Taktmontage
Die Taktmontage ist eine Spezialform der Fließfertigung, es ist ein „Produzieren im Takt“. Die einzelnen Takte weisen die gleiche Zeitdauer für die geplante Abarbeitung der Arbeitsinhalte auf.
Im klassischen Toyota-Produktionssystem sind die Anforderungen nach getakteter Fertigung und Arbeitsfolgen verankert. Eine Umsetzung ist im Montagebereich die Taktmontage. Im Vergleich zur Fließmontage ist die Ausbringung und damit die Losgröße in der Regel niedriger. Einsatz findet dieses Prinzip in der Kleinserienfertigung.

## Bewertung
Taktmontagen erfordern ein hohes Maß an Organisationsfähigkeit. Prozesse müssen auch in angrenzenden Bereichen klar strukturiert und automatisiert sein. Fehler in der Organisation oder in der Technik erfordern sehr schnelle Reaktion.
Mit einem hohen Automatisierungsgrad werden die produktiven und auch zuarbeitenden Prozesse effektiver und damit auch effizienter. Die Transparenz der Prozesse bringt in Kombination mit einer ständigen Verbesserung nachhaltige Erfolge.

## Konzeption einer Taktmontage
Die Taktmontage ist für Varianten von Produkten geeignet. Die geplante Ausbringung gibt die Taktdauer und -anzahl der Linie über den Kundentakt vor. Im Normalfall ist der Kundentakt die mögliche Jahresarbeitszeit, die durch die geplante Jahresstückzahl, also die geplanten Kundenbestellungen, geteilt wird. Dem Kundentakt müssen sich auch vor- und nachgelagerte Bereiche unterordnen. Die Arbeitsinhalte müssen für alle Varianten der Produkte auf die Takte aufgeteilt werden. Die Logistik muss die Takte verwendungsgerecht beliefern. Die Konstruktion ist der Dienstleister für montagegerechte Stücklisten und passt diese der Montagestruktur an oder es werden montagegerechte Stücklisten abgeleitet. Betriebsmittel sind zu konzipieren und zu beschaffen. Die Mitarbeiter müssen auf die Aufgabe vorbereitet werden. Managementinstrumente sind zu entwickeln. Der Hochlauf und nachgelagerte Verbesserungsprozesse sind zu planen.

## Produktspektrum
Für eine Taktmontage eignen sich am besten Produkte mit einem hohen Standardisierungsgrad und einer geringen Varianz. Die aus dem Produkt resultierenden Produktionsabläufe und Logistikprozesse sind dadurch gut standardisierbar. Es gibt verschiedene Faktoren bei der Auswahl des Produktspektrums wie:
- Die Größe der Produkte
- Verschiedene Konfigurationsmöglichkeiten oder Varianten eines Produktes wie zum Beispiel verschiedene Prozesseinheiten für eine Funktion

Mit einer modularisierten Produktstruktur kann die Varianz des Produkts und damit die varianten Arbeitsinhalte aus einer Taktmontage in vorgelagerte Montageeinheiten ausgelagert werden. Die Anpassung der geplanten Taktzeiten an den notwendigen Kundentakt ist so möglich, die Durchlaufzeiten im Takt können verkürzt werden.

### Grobplanung der Taktmontage
Die Arbeitsinhalte der zu montierenden Produkte bestimmen die Taktlänge und die Anzahl der Takte. Weitere Randbedingungen:
- Kundenanforderungen an Lieferzeiten und Mengen
- Platzverhältnisse
- Arbeitszeitmodelle
- Schwankung des Arbeitsinhalts je nach Typ
- Varianz der Ausstattung des Produkts in Größe oder Funktion
- Bereitstellungskonzepte
- Verfügbare Hilfsmittel

Die Abfolge der Arbeitsinhalte mit den Prozesszeiten wird definiert. Daraus ergibt sich die Gesamtmontagezeit pro Produkt. Aus dem gesamten Arbeitsinhalt und den Randbedingungen ist die Dauer des Takts so zu definieren, dass der Kundentakt erfüllt wird. Über den Quotient aus Jahresarbeitszeit und Kundentakt ergeben sich die Ausbringung und die Anzahl der Takte. Die Arbeitsschritte werden auf die Taktanzahl segmentiert. Auf Basis der definierten Taktdauer und -anzahl wird das Layout, die Steuerung, die Logistik, der Arbeitseinsatz ausgerichtet.

### Auslegung der Arbeitsinhalte
Die Stückzahl der zu fertigenden Produkte und die zur Verfügung stehende Arbeitszeit bestimmen den Kundentakt. Von der Kundentaktzeit werden die ungeplanten Tätigkeiten abgezogen, was dann die Zykluszeit ergibt. Planerisch hat man einen vorgegebenen Zeitrahmen, in dem die Arbeitsinhalte oder Arbeitsaufgaben umgesetzt werden müssen.
Für jede Arbeitsaufgabe ist Energie, Material oder Information notwendig. Material ist beispielsweise das Material für das Produkt, also Gestellteile, Motore, Lager, Schrauben. In dem Takt, in dem das Material gebraucht wird, muss es dem Mitarbeiter zur Verfügung gestellt werden in der Form, dass er nicht suchen muss, sondern direkt anfangen kann zu arbeiten. Es werden deshalb spezielle Bereitstellungskonzepte entwickelt und umgesetzt. Ebenso braucht der Mitarbeiter als Material genau das notwendige Werkzeug, um die vorgesehenen Arbeitsinhalte durchführen zu können, also Schrauber, Schlüssel, Zangen oder Spezialwerkzeuge für den Takt. Jede Änderung der Arbeitsinhalte in einem Takt hat Auswirkungen auf die Logistik mit deren Bereitstellungskonzept inklusive der Stücklisten, ebenso wie auf die Gestaltung des Arbeitsplatzes. Energie ist die Arbeitsleistung der Mitarbeiter. Für die Hilfsmittel werden Strom oder Druckluft benötigt. Informationsbereitstellung in Form von Stücklisten, Anleitungen oder Checklisten inklusive deren Schulung ist für die Eindeutigkeit der Abarbeitung der Arbeitsinhalte unabdingbar.
Schwankungen der Arbeitsinhalte bei verschiedenen Produkten von mehr als ±10 % auf einer Taktlinie sind nicht sinnvoll. Produkte auf einer Taktlinie können folgende Varianz aufweisen:
- Auftragsinhalt
- Technischer Inhalt
- Größe

Innerhalb der festgelegten Zykluszeit müssen also die Varianten eingeplant werden.
Die Varianz im Auftragsinhalt ergibt sich durch zusätzliche Ausstattungsmerkmale. Werden zusätzliche Komponenten montiert, ist zu prüfen, ob diese in einer vorgegebenen Schwankungsbreite montiert werden können. Ist dies nicht der Fall, kann zusätzlicher Arbeitsinhalt wie folgt behandelt werden:
1. Arbeitsinhalte werden in eine vorgelagerte Montageeinheit ausgelagert.
2. Ein Mitarbeiter, der zur kurzfristigen Kapazitätsaufstockung freigestellt ist, kann für diese Bedarfe eingesetzt werden.
3. Es kann ein zusätzlicher Takt eingeführt werden mit der Konsequenz einer Durchlaufzeiterhöhung für Produkte, die dieses zusätzliche Bauteil nicht haben.
4. Die Kundenindividualisierung kann als Schritt nach der Taktlinie durchgeführt werden.

Der technische Inhalt variiert je nach Produkttyp. Dies können andere Arten von Motoren sein oder andere Baugruppen mit gleicher Aufgabe, aber höherem Leistungsgrad und höherer Komplexität.
Zur Beherrschung unterschiedlicher technischer Inhalte oder unterschiedlicher Größen sollte zuerst die Arbeitsmethodik betrachtet werden. Arbeitsprozesse können umgestaltet werden, andere Hilfsmittel wie spezielle Hebezeuge, Spezialwerkzeuge oder Automatisierungen können die Arbeit unterstützen.
Eine Möglichkeit der Integration anderer technischer Inhalte ist die Reduzierung der Intensität oder Komplexität in der Taktmontage durch Verlagerung einer Baugruppe in einen vorgelagerten Bereich.
Auch mit einem Arbeitszeitmodell mit einer definierten Schwankungsbreite können veränderte Inhalte umgesetzt werden. Dabei ist zu beachten, dass die Schwankung der Arbeitszeit im Mittel der geplanten, unterschiedlichen Produkte wieder ausgeglichen werden sollte.
Bei der Realisierung in einer Linie kann die Planung so komplex werden, dass die Kundenanforderungen nicht abgedeckt werden können. Übersteigt die Varianz des Arbeitsinhaltes oder der Arbeitszeit eine beherrschbare Planungskomplexität, sollten Produkte in separaten Produktlinien geplant werden. Damit wird die Komplexität aus einer variantenreichen Linie auf mehrere wieder variantenärmere Linien verteilt.
Ergebnis der Planung sind Ablaufpläne pro Takt, die die Arbeitsinhalte beschreiben.

### Logistik
Die Materialbereitstellung für die Taktmontage muss an die Taktschritte angepasst werden. Material wird an dem Arbeitsplatz zur Verfügung gestellt, an dem es verarbeitet wird. Sind die Arbeitsinhalte bzw. der Materialumfang einer Montageabfolge sehr groß, wird die Materialanlieferung geteilt oder es wird mit zusätzlichen Bereitstellungsflächen gearbeitet. Nach dem Prinzip des 5R+ wird das Material mit der richtigen Identität und Qualität so gesteuert, dass es mit der richtigen Menge zur richtigen Zeit am richtigen Ort ist – und das am besten rollend. Rollend, um die Bewegungen zu reduzieren.

## Notwendige Kompetenzen der Mitarbeiter
Mitarbeiter erleben die abgegrenzten Montageinhalten als Beschneidung ihrer Kompetenzen. Ziel ist, die Mitarbeiter für die Aufgaben eines Takts zu qualifizieren. Der Eintönigkeit entgegen wirkt, die Mitarbeiter nach definierten Zeiträumen von einem Takt zum anderen zu versetzen. So werden nach und nach die Arbeitsinhalte einer gesamten Taktlinie beherrscht. Gleichzeitig werden sogenannte Springer ausgebildet, die universell einsetzbar sind. Mit ihnen können Schwankungen in der Auslastung oder Krankheit ausgeglichen werden.
Die Kompetenz der Mitarbeiter unterstützt den KVP-Prozess, die Arbeitsplätze ständig zu verbessern. Es zählt nicht die reine Quantität, sondern die Qualität.

## Organisation
Der tägliche Betrieb der Taktlinie erfordert effiziente Instrumente. Es gibt Instrumente und Methoden aus dem Lean-Baukasten oder bei Six Sigma zur Steuerung von Taktlinien. Eine Anpassung an die eigenen Gegebenheiten ist erforderlich.
Der Zustand der Taktlinie muss transparent gemacht werden. Mitarbeitereinsatzplanung und die Terminsituation müssen regelmäßig überprüft werden. Es bietet sich Shopfloormanagement als Instrument an. Digitalisiert kann der Prozess verschlankt werden.
Eskalationsmechanismen sind notwendig für Fehlteile, Qualitätsprobleme oder einen Personalengpass. Die Taktlinie gibt den Takt der ganzen Firma an. Kommt die Taktlinie außer Tritt, muss der Takt für die gesamte Firma wiederhergestellt werden.
Arbeitswerkzeuge zur Montage werden für den Takt zur Verfügung gestellt, nicht für den Mitarbeiter. Am Takt müssen das Werkzeug und die Hilfsmittel zur Verfügung stehen, die für die Arbeitsinhalte benötigt werden, nicht mehr und nicht weniger. Defektes oder verschwundenes Werkzeug muss ersetzt werden. Während der zyklischen technischen Prüfung muss das Weiterarbeiten durch Bereitstellen von Ersatzwerkzeug gewährleistet sein.
Die Verbesserungskultur muss gefördert werden. Verbesserungen der Mitarbeiter im Takt, also durch die Prozessspezialisten, können den Prozess im Takt nur stabilisieren.
Bereitstellungen von C-Teilen erfolgt im Takt grundsätzlich über Kanban.
Der Transport der Produkte muss geregelt werden. Dies kann über Wagen umgesetzt werden, die geschoben werden oder angetrieben sind. Die Wagen können frei beweglich sein, über Schienen flurgebunden oder über Hängebahnen weiterbewegt werden. Die aufgeführten Varianten sind umgesetzte Beispiele, weitere sind natürlich denkbar.